# Shahina Pardhan
Shahina Pardhan es la directora de la Unidad de Investigación de Visión y Ojos en la Facultad de Medicina de la Universidad Anglia Ruskin. Fue la primera mujer en ser nombrada Profesora de Optometría del Reino Unido.

## Primeros años y educación
Shahina Pardhan nació en Tanzania y se mudó a Yorkshire cuando tenía 18 años. Ella fue la primera mujer en ser nombrada Profesora de Optometría en el Reino Unido. Se graduó de la Universidad de Bradford en 1984. Fue galardonada con el Premio de Mejor Estudiante de Yorkshire “Sociedad Óptica”. Recibió una beca del Colegio de Optometristas y comenzó sus estudios de posgrado, obteniendo un doctorado en 1989. Actualmente, es directora de la Unidad de Investigación de Visión y Ojos de la Facultad de Medicina de la Universidad Anglia Ruskin Universidad de Anglia Ruskin.

## Investigación y carrera
Pardhan se unió a la Universidad de Bradford, donde era la única profesora. En su primer día, le dijeron que "no podía entrar a la sala común del personal porque no se permitían las secretarias". En 1993, fue la primera mujer en ser nombrada Profesora de Optometría y primera mujer asiática en convertirse en Profesora de cualquier disciplina en el Reino Unido. En 2001 se unió a la Universidad Anglia Ruskin como profesora. Ese año ganó el premio “Logro de la mujeres asiáticas”, un galardón entregado por Cherie Blair. En 2005 fue galardonada con el Asian Jewel Award.  En 2009 fue nombrada directora del Instituto de Investigación de la Visión y el Ojos. Su investigación se centra en la baja visibilidad y las dificultades que enfrentan las personas que sufren de poca visión, incluida la movilidad y las actividades recreativas. 
En 2015, Pardhan recibió el premio de Vicerrectora por liderazgo estratégico. Fue oradora invitada en Congreso de Optometría del Pacífico Asiático en Kuala Lumpur ese mismo año. Fue la oradora principal en el lanzamiento de “Mujeres en visión” 2017, un grupo de trabajo en red para mujeres que trabajan en visión en el Reino Unido. Dirigió una conferencia conjunta con La Universidad del Sur de Ciencias y Tecnología  para discutir sobre del deterioro visual y auditivo.